# Центральная библиотека Макао
Центральная библиотека Макао (кит. 澳門中央圖書館, порт. Biblioteca Central de Macau) — публичная библиотека в Макао (специальном административном районе Китайской Народной Республики).

## История
Библиотека была основана в 1895 году. Первоначально она носила название «Национальная библиотека Макао», была частью Национального лицея Макао и располагалась в монастыре святого Августина. В период 1917—1983 сменила несколько адресов, среди которых гостиница Бела-Вишта и здание сената. В настоящее время располагается в районе Сан-Лазару, планируется строительство нового здания. 
Название библиотеки также подвергалось измемениям: в 1931 году она была переименована в «Публичную библиотеку», в 1952 было возвращено прежнее название «Национальная библиотека Макао», в 1989 году название было изменено на «Центральная библиотека», а в 1994 году — на современное название «Центральная библиотека Макао».
В 1995 году библиотеке была присуждена Медаль за заслуги в области культуры.

## Фонд

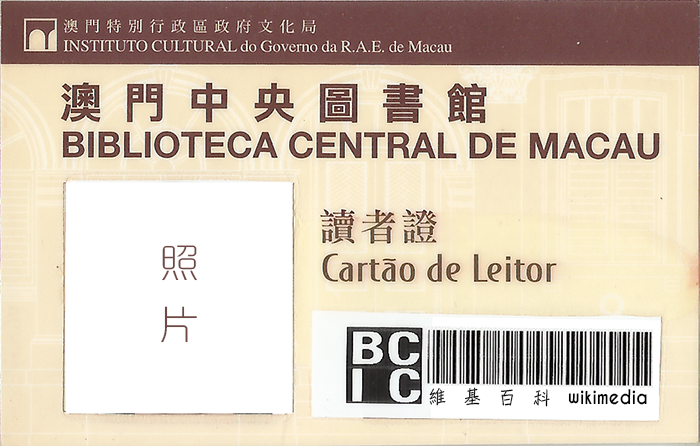
Читательский билет Центральной библиотеки Макао

По состоянию на 2007 год, площадь библиотеки составляет 1371 квадратный метр, а в фонде находится 96790 книг. Согласно указу 72/89/M от 31 октября 1989 года, в Центральную библиотеку Макао поступал обязательный экземпляр каждого тиражированного документа, вышедшего на территории Макао. Система обязательных экземпляров продолжила существовать и после передачи суверенитета в 1999 году. 